# Domenico Siniscalco
Domenico Siniscalco (Torino, 15 luglio 1954) è un economista e banchiere italiano, ministro dell'economia e delle finanze, come indipendente, nel secondo e terzo governo Berlusconi.

## Biografia
Nato e cresciuto a Torino, ha studiato al liceo classico statale Vittorio Alfieri, si è laureato in giurisprudenza all'Università degli Studi di Torino, ha conseguito il PhD (equivalente al dottorato di ricerca) in economia all'Università di Cambridge.
A 21 anni diviene collaboratore dell'allora ministro Franco Reviglio, assieme a Giulio Tremonti, Alberto Meomartini, Mario Baldassarri e Franco Bernabè che furono poi chiamati i "Reviglio boys".
Dal 1990 al 2006 è stato professore ordinario di economia politica all'Università di Torino; ha insegnato anche alla LUISS, all'Università degli Studi di Cagliari, alla Johns Hopkins University di Baltimora (USA) e al CORE l'Università Cattolica di Lovanio (Belgio). Ha diretto la Fondazione Eni Enrico Mattei; è stato consigliere di amministrazione di Telecom Italia. Ha scritto più di trenta pubblicazioni scientifiche su tematiche come le privatizzazioni, l'economia dell'ambiente e l'economia industriale su riviste internazionali e italiane. È stato editorialista de Il Sole 24 Ore. Dal 18 agosto 2020 inizia la collaborazione con il quotidiano "la Repubblica" come editorialista.
Nominato direttore generale del tesoro dal primo governo Berlusconi, dal 16 luglio 2004 è diventato ministro dell'economia e delle finanze nel governo Berlusconi II succedendo al dimissionario Giulio Tremonti, pur mantenendo la carica di direttore generale fino alla primavera successiva. Confermato al ministero nel successivo governo Berlusconi III, si è però dimesso il 22 settembre 2005 per il mancato appoggio del governo alla sua richiesta di dimissioni del governatore della Banca d'Italia Antonio Fazio, e per le divergenze riguardo alle scelte finanziarie da attuare.
Il 24 aprile 2006 è diventato managing director e vicepresidente di Morgan Stanley International. Il 1º dicembre 2007 ha assunto la carica di Country Head per l'Italia, sempre di Morgan Stanley, incarico per il quale l’Autorità garante della concorrenza e del mercato ha dichiarato sussistere l’incompatibilità di legge,.
Nella primavera del 2010 è stato candidato alla presidenza del consiglio di gestione di Intesa Sanpaolo ma la mancanza di convergenze sul suo nome lo ha indotto a ritirare la candidatura.
Nel 2017 viene citato in giudizio, in qualità di ex-direttore generale del tesoro, per danno erariale dalla Corte dei conti per contratti stipulati con Morgan Stanley; l'accusa è poi caduta per difetto di giurisdizione.
Nel 2018, nel corso delle trattative tra Lega e Movimento 5 Stelle per formare il primo governo della XVIII legislatura della Repubblica Italiana, il nome di Siniscalco viene evocato da uno dei soggetti interpellati per diventare presidente del consiglio dei ministri (l'economista Giulio Sapelli) per la nomina al ministero dell'economia e delle finanze. La proposta non trova però attuazione.
Da agosto 2022 è nominato presidente della Fondazione Courmayeur Mont Blanc, al posto del dimissionario (secondo statuto) Giuseppe De Rita.
È stato presidente di Assogestioni, l'associazione italiana del risparmio gestito.

## Vita privata
È sposato e ha due figli.